# ピカ写メ
ピカ写メ（ぴかしゃめ）は、東建コーポレーション株式会社から配信されているiOS 用カメラアプリケーションソフトウェア。
「施設検索／ホームメイト・リサーチ」の公式アプリケーションである。利用は無料。

## 概要
写真撮影・編集機能を備えたカメラアプリケーション。
東建コーポレーション株式会社の運営する地域情報検索サイト「施設検索／ホームメイト・リサーチ」への口コミ・写真投稿機能の他、撮影・編集した写真をメールやSNS（Instagram、Twitter、LINE、Facebook）で共有する機能がある。

## 機能
「ピカ写メ」アプリケーションを利用することにより、アプリケーション上で一括して施設検索、写真撮影、編集、投稿（写真・口コミ投稿）、写真の共有を行うことができる。
2016年5月26日現在、利用できる機能には以下のものがある。

### 投稿施設検索
GPS を利用した施設検索や、キーワードを入力しての施設検索ができる機能。

### 写真撮影・編集
端末に内蔵されたカメラでの写真撮影および「明るさ・彩度・ボカシ・トリミング」といった写真編集機能。（編集を行わずに写真・口コミ投稿を行うことも可能である）

### 写真・口コミ投稿
「施設検索／ホームメイト・リサーチ」への口コミ・写真投稿機能。写真編集後、タイトルとコメント（口コミ）を入力して投稿する。同じ施設に複数の写真を投稿することも可能。

### 投稿履歴・商品ポイントの確認
「施設検索／ホームメイト・リサーチ」への口コミ・写真投稿履歴を確認する機能および、投稿によって獲得した商品ポイントの確認機能。
「施設検索／ホームメイト・リサーチ」へ口コミや写真・動画を投稿し、審査に通過すると、掲載数に応じて商品ポイントを獲得できる。
商品ポイントは、東建コーポレーションの子会社であるナスラックが運営する通販サイト「ハートマークショップ」でハートマークポイントに換えることができ、家具・家電・雑貨などの購入が可能。

### 「友達に教える」機能
撮影・編集した写真をメールで送信できる機能。また、Instagram、Twitter、LINE、Facebook を利用して友人と共有する。

## 対応機種
- iOS
iOS 8.0 以降の端末に対応。（5月26日現在）iPhone、iPad および iPod touch で利用可能となっている。

## 歴史

### 2015年
- 12月17日 - iOS 版配信開始。

### 2016年
- 1月 8日 - バージョン1.0.2 「アプリケーションの使い方」画面の改善。
- 1月27日 - バージョン1.0.3 写真編集画面のレイアウト調整。
- 2月22日 - バージョン1.1.0 写真撮影編集機能の拡充。カメラロールからの写真選択機能追加。Instagram、Twitter、LINE、Facebook、E メールへの写真共有機能追加。